# Ath

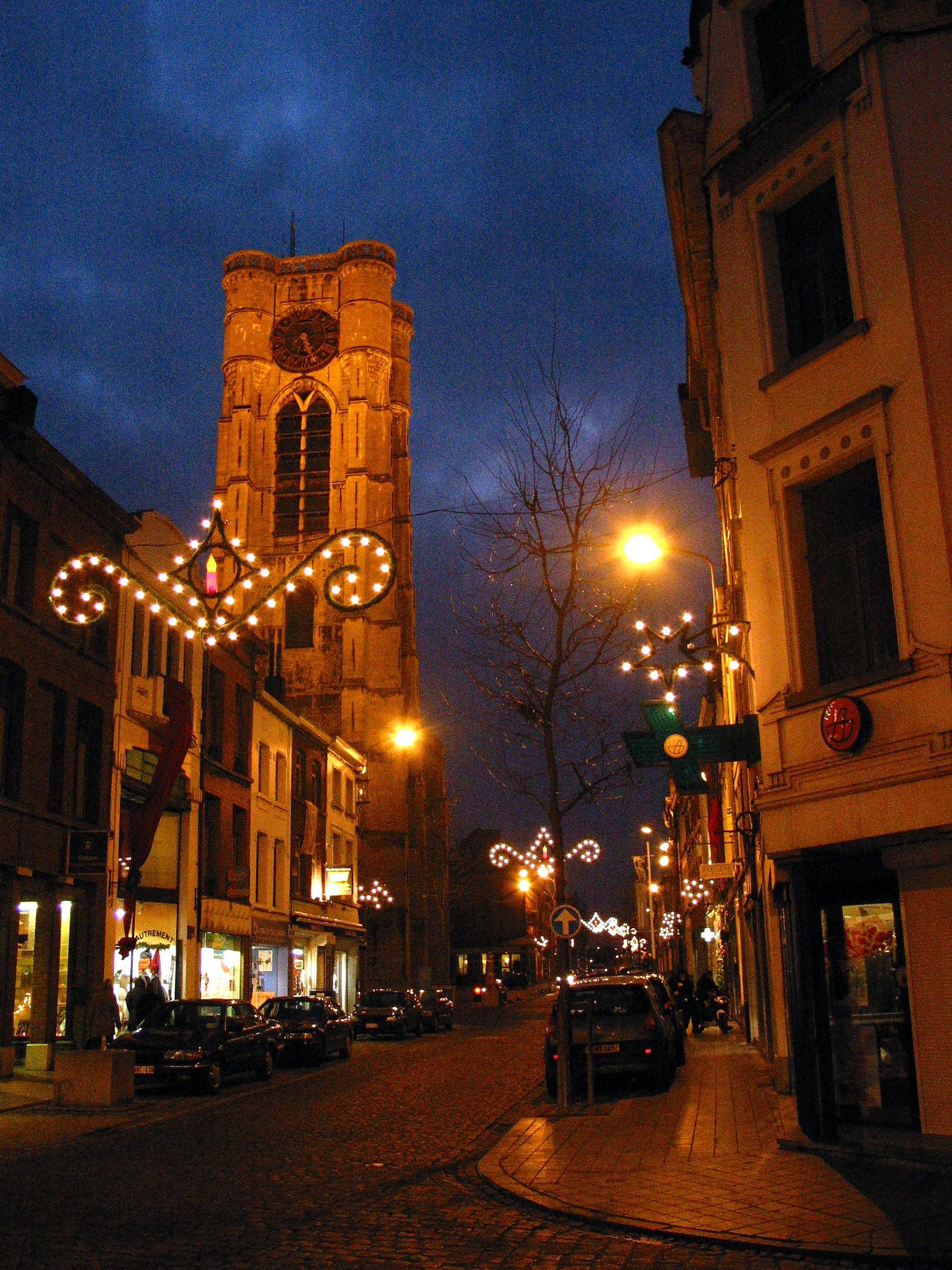
Tháp chuông St. Julien.

Athe (tiếng Hà Lan: Aat) là một đô thị ở tỉnh Hainaut. Đô thị Ath gồm các làng cũ Lanquesaint, Irchonwelz, Ormeignies, Bouvignies, Ostiches, Rebaix, Maffle, Arbre, Houtaing, Ligne, Mainvault, Moulbaix, Villers-Notre-Dame, Villers-Saint-Amand, Ghislenghien (tiếng Hà Lan: Gellingen), Isières, Meslin-l'Evêque, và Gibecq.
Ath được biết đến với tên "Thành phố của những người khổng lồ" do các lễ hội "Ducasse" diễn ra vào mỗi năm vào cuối tuần thứ tư của tháng 8. Những tượng lớn của Goliath, Samson, và các nhân vật khác diễu hành khắp các đường phố. 

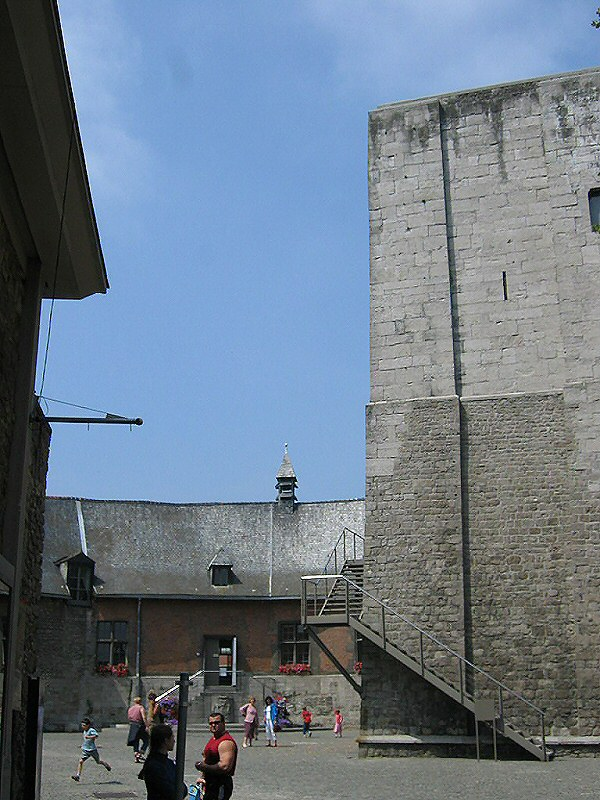
Tháp Burbant

Khu công nghiệp Ghislenghien gần Ath là nơi đã diễn ra thảm họa công nghiệp tồi tệ nhất Bỉ vào ngày 30 tháng 7 năm 2004. Khoảng 8h30 sáng giờ địa phương, công nhân xây dựng một nhà máy mới cho hãng Diamant Boart (một công ty con của Electrolux Group , ) đã ghi nhận mùi nặng của khí. Người ta tin rằng khí này thoát ra từ một đường ống dẫn khí áp lực cao dưới mặt đất vận chuyển khí từ Zeebrugge đến Pháp. Vụ nổ diễn ra vào lúc 9h sáng sau tàn phá nhiều ngôi nhà, gây hỏa hoạn. Số lượng người chết là 23, 120 người bị thương.

## Địa điểm nổi bật
- Thàp Burbant thế kỷ 12 cho xây bởi Baldwin IV, công tước Hainaut và được đặt tên theo Landgraviat của Brabant.
- Tòa thị chính thế kỷ 17.
- Giáo đường Saint Julien, xây lại sau trận hỏa hoạn thế kỷ 19.
- Giáo đường Saint Martin thế kỷ 16.

## Lễ hội
- Lễ hội "Ducasse"[2] bắt nguồn từ một đám rước hàng năm thế kỷ 15 của nhà thời Saint Julien. Đám rước này minh họa các câu chuyện Old Testament, New Testament, Golden Legend, và Carolingian cycle.[3]

## Dân địa phương nổi tiếng
- Arnold Caussin, sinh khoảng năm 1510, nhạc sĩ, sinh viên Đại học Cracow năm 1526.[4]
- Michael Baius, nhà thần học
- Eugène Defacqz, nhà chính trị (1797-1871)
- Jean Taisner, nhà khoa học (thế kỷ 16)
- Louis Hennepin, mục sư, người thám hiểm bên trong Bắc Mỹ (thế kỷ 17).[5]
- Fanny Heldy, opera soprano (thế kỷ 19)
- Joseph Jules Descamps, nhà chính trị (1820-1892).
- Ernest F. Cambier, nhà tiên phong thực dân Bỉ (1844-1921)
- Henri Vernes, tiểu thuyết gia (thế kỷ 20)
- Guy Spitaels, nhà chính trị (thế kỷ 20)
- Olivier Dupuis, nhà chính trị (thế kỷ 20)
- Pierre Descamps, nhà chính trị (thế kỷ 20)